# Le Grrranit
Le Grrranit Scène nationale de Belfort ou le Théâtre Grrranit Scène nationale de Belfort, parfois orthographié Granit et anciennement connu sous le nom de Théatre Le Granit, est un théâtre situé à Belfort, dans le Territoire de Belfort, en France.

## Histoire
En 1878 est inauguré le Théâtre municipal de Belfort, une salle multi-disciplinaire conçue par Fleury de la Husssinière. En 1932, l'actuelle façade est édifiée, dans un style néo-renaissance et l'intérieur est décoré dans un style art-déco.
En 1983 une large rénovation est orchestrée par Jean Nouvel, et la caserne adjacente est intégré au bâtiment.
En 1991, le Théâtre reçoit le label Scène nationale du Ministère de la Culture,. En 2020, il est rebaptisé Grrranit par analogie avec l'onomatopée "grrr".
Il est fermé pendant une année pour travaux, notamment la rénovation de la scène, et rouvre ses portes en novembre 2024. Le coût des travaux est estimé à trois millions d'euros.

## Fonctionnement
Le GRRRANIT dispose de trois salles : la grande salle à l'italienne, la coopérative (salle de répétition pouvant recevoir du public) et la Maison du peuple, grande salle mise à disposition par la commune de Belfort, qui accueil également des congrès et autres grands événements. 
Le GRRRANIT dispose de son propre atelier de construction des décors ainsi que d'une maison d'hôte pour les artistes de 350 m2 située à 50 mètres du théâtre.
Le GRRRANIT est une association loi de 1901, dirigé par un conseil d'administration où siègent les représentants des autorités de tutelle qui participent conjointement à son financement : l'État (représentée par la DRACGrand Est), le Grand Belfort Agglomération, le Conseil départemental du Territoire de Belfort et le Conseil régional du Grand Est.